# 黃汝亨
黃汝亨（1558年—1626年），字貞父，號寓庸，浙江杭州府錢塘縣人，匠籍，明朝政治人物。

## 生平
萬曆十九年（1591年）辛卯科浙江鄉試第四十四名舉人，二十六年（1598年）中式戊戌科會試第二十名，三甲第一百六十名進士。刑部觀政，授進賢縣知縣，二十八年（1600年）任江西鄉試同考官，調清江縣知縣。戲稱張岱祖父張汝霖是紈絝子弟，三十三年（1605年）升禮部主事，三十六年（1608年）謫兩淮鹽運司判官，四十年（1612年）升南京工部屯田司主事，四十一年（1613年）管節慎庫，四十三年（1615年）升南京禮部郎中，四十五年（1617年）出為江西按察司僉事，四十七年（1619年）升江西布政使司參議，四十八年（1620年）養病，天啟六年（1626年）卒。

## 著作
著有《浮梅欄記》、《天目記遊》、《廉吏傳》、《古秦議》、《寓林集》、《寓庸遊記》。為鍾人傑刻《批點前漢書》作序。

## 家族
曾祖黃信，壽官；祖父黃榮；父黃裳，字子重，學者稱鶴洲先生，卒年七十歲。母王氏（贈孺人）。永感下。兄黃汝亭、黃汝高、黃汝京、黃汝豪。
子黃茂梧娶顧若璞，雲南按察使顧汝學孫女，著有《臥月軒稿》。